# Iglicznia (ryba)
Iglicznia (Syngnathus typhle) – gatunek morskiej ryby z rodziny igliczniowatych (Syngnathidae), opisywany czasem pod nazwą igliczni bałtyckiej. Spotykana w akwariach.

## Występowanie

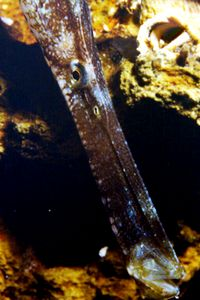
Pysk przekształcony w rurkę

Wschodni Ocean Atlantycki wzdłuż wybrzeży Europy, Morze Bałtyckie, Śródziemne, Czarne i Azowskie. Gatunek pospolity wśród przybrzeżnych wodorostów mórz ciepłych i umiarkowanych, w wodzie o temperaturze 8–24 °C. W Bałtyku występuje pospolicie w płytkich, zarośniętych wodach, zwłaszcza na łąkach podwodnych Zatoki Puckiej i w pobliżu urządzeń wodnych obrośniętych glonami.

## Opis
Ciało wydłużone, bardzo wąskie, o przekroju siedmiokątnym, pokryte pierścieniami pancerza z płytek kostnych, po trzy na bokach i jeden na brzuchu. Na końcu ciała widoczna jest wyraźna, wachlarzykowata płetwa ogonowa. Długość ciała do 35 cm. Pysk bocznie silnie spłaszczony, o długości większej niż połowa długości głowy, przekształcony w rurkę, otwór gębowy skierowany skośnie ku górze. Na bokach drobne płetewki piersiowe. Brak płetwy odbytowej.

## Rozród
W okresie tarła w końcowej części ciała samca wyrasta torba lęgowa. W czasie godów samica składa do niej kilkadziesiąt jaj. Tam następuje ich zapłodnienie. Po miesiącu młode ryby o długości 2–3 cm, poruszając się w torbie, rozrywają ją i wypływają do wody.

## Ochrona
Na terenie Polski gatunek był objęty ścisłą ochroną gatunkową. Od 2014 r. podlega ochronie częściowej.